# ETR 460
ETR.460 — итальянский электропоезд с переменным равновесием (Пендолино), строившийся компанией Fiat Ferroviaria за счёт Ferrovie dello Stato с 1993 по 1995. Этот поезд с ETR 470 и ETR 480 стал представителем третьего поколения Пендолино.

## Технологии
ETR 460 представляет поезда с переменным равновесием. Максимальный наклон в 8° как у ETR 450 отличается от их предшественника ETR 401.
До 220 км/ч работает дополнительная система безопасности, «Аппарат контроля нестабильности вагонов».
Опыт лет эксплуатации ETR 450 показал несколько недостатков. ETR 460 получил больший передний вагон и более комфортные условия для пассажира, больше свободного пространства и такие услуги, как вагон-бар или вагон-ресторан.